# Papaleksi (cráter)

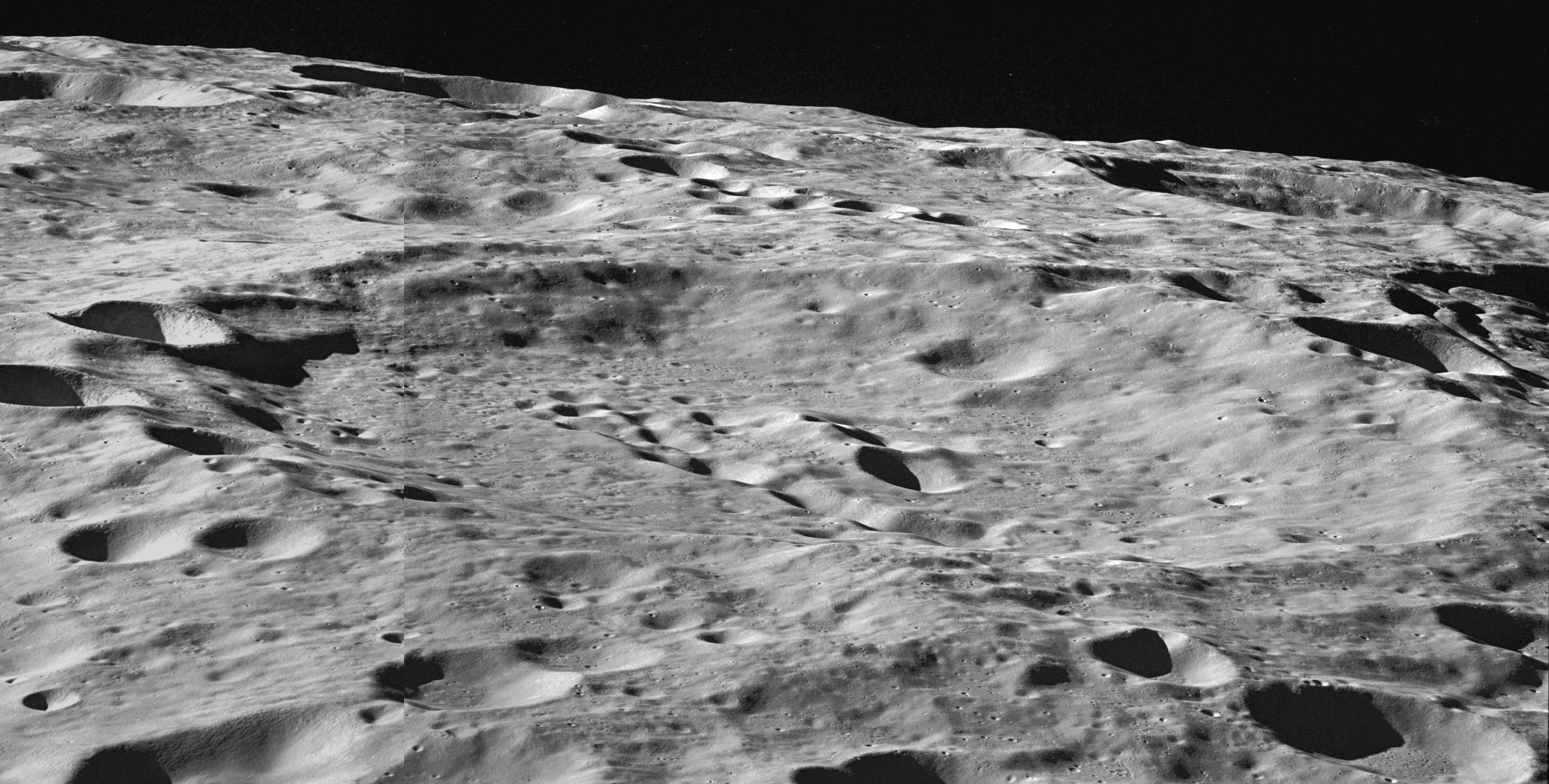
Fotografía de la misión Apolo 10

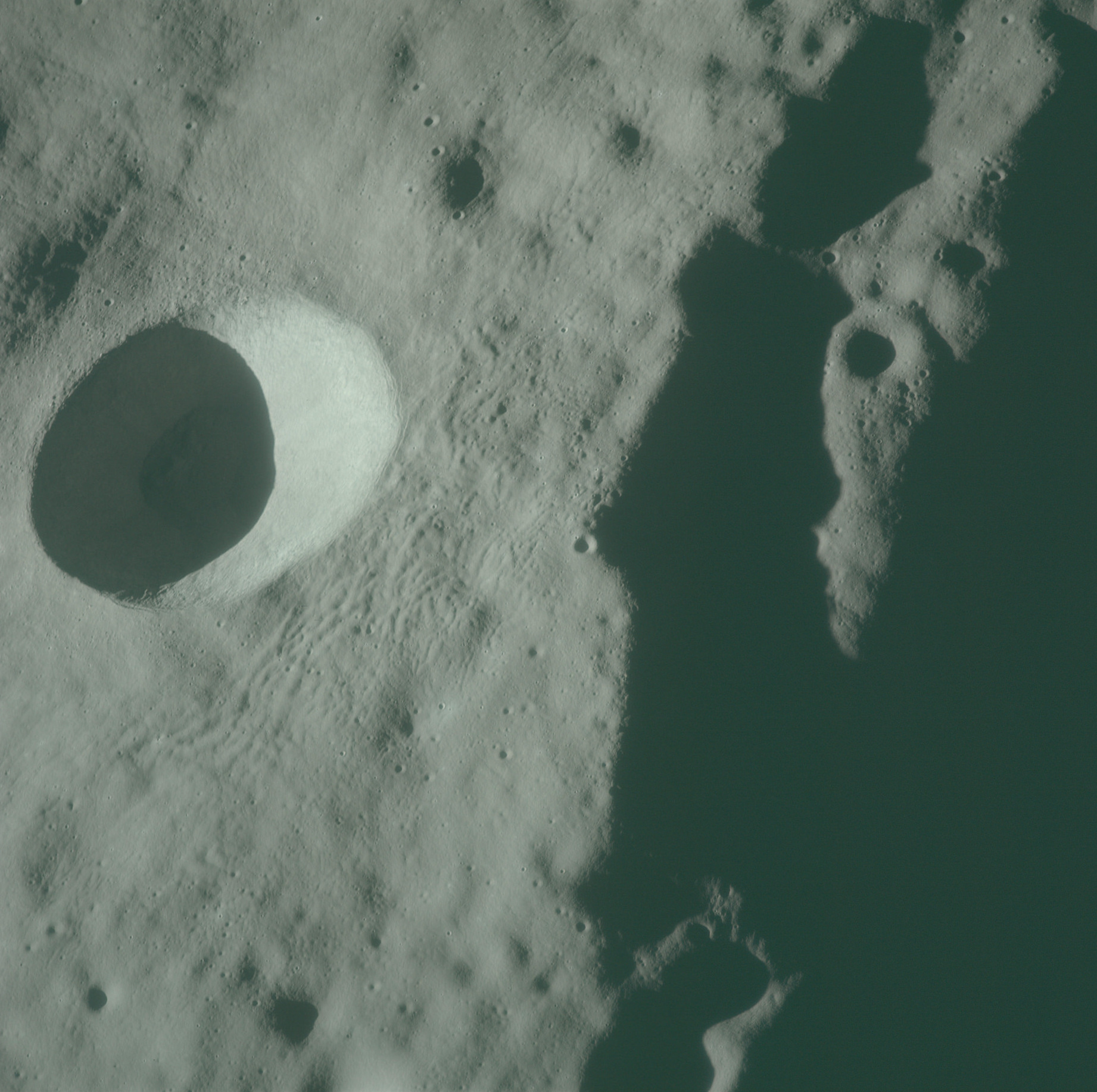
Fotografía de la misión Apolo 16

Papaleksi es un cráter de impacto perteneciente a la cara oculta de la Luna. Se encuentra en las inmediaciones del gran cráter Mandel'shtam, en su sector noreste. Alrededor de 20 km al noreste de Papaleksi se halla el cráter similar Spencer Jones.
|  |  |

Se trata de un cráter aproximadamente circular, con un borde exterior erosionado que ha perdido gran parte de su perfil inicial. Gran parte de la estructura original se ha desgastado, aunque solo tres pequeños cráteres se encuentran en el borde suroeste. Presenta una cresta central cerca del punto medio con un impacto en el extremo este, y una disposición lineal de pequeños impactos al sur de esta cresta. Un pequeño cráter aparece en el borde de la pared interior del norte.
Antes de recibir su nombre actual por parte de la UAI en 1970, Papaleksi se llamó Cráter 221.

## Cráteres satélite
Por convención estos elementos son identificados en los mapas lunares poniendo la letra en el lado del punto medio del cráter que está más cercano a Papaleksi.
|           | \| Papaleksi \| Coordenadas \| Diámetro \| \| --------- \| ---------------------------- \| -------- \| \| Q \| 9°00′N 162°42′E / 9.0, 162.7 \| 14 km \| |          |
| Papaleksi | Coordenadas | Diámetro |
| Q         | 9°00′N 162°42′E / 9.0, 162.7 | 14 km    |